# Three Days Grace (альбом)
Three Days Grace (рус. Три дня отсрочки) — дебютный студийный альбом канадской рок-группы Three Days Grace, выпущенный 22 июля 2003 года лейблом Jive Records. Это был единственный альбом группы в составе трио, к тому же выпущенный под управлением Bertelsmann Music Group.

## Предыстория и запись
До того как группа получила название Three Days Grace, она была известна как Groundswell. Three Days Grace привлекла внимание многих звукозаписывающих лейблов после выпуска демоверсии, в основном благодаря песне «I Hate Everything About You». В конце концов Three Days Grace подписала контракт с Jive Records и начала записывать свой дебютный альбом в Массачусетсе. В поддержку альбома был выпущен сингл «I Hate Everything About You».
По словам барабанщика Нила Сандерсона, материал для альбома был вдохновлён «безумными вещами», которые группа видела в детстве. Вокалист Адам Гонтье заявил: «Мне нелегко писать о чём-то радостном. Когда ты счастлив, тебе не нужен релиз». Группа записала половину альбома на ферме Лонг-Вью в Норт-Брукфилде, штат Массачусетс, а остальную часть — в студии Bearsville в Беарсвилле, штат Нью-Йорк. Альбом посвящён теме «взросления в маленьком городке, издевательств и всеобщего любопытства».
В июле 2003 года Three Days Grace начали гастролировать с группой Trapt в поддержку альбома. Во время этого тура к группе присоединился новый участник, гитарист Барри Сток, который попал в группу после того, как они провели прослушивание для другого гитариста. Позже группа присоединилась к Nickelback в рамках тура The Long Road в октябре и ноябре 2003 года. В 2004 году группа отправилась в турне под названием Three Days Grace World Tour. Они также выступали на разогреве у Evanescence в турне по Северной Америке в июле 2004 года и у Hoobastank в турне Let It Out в ноябре 2004 года. В октябре 2004 года группа переиздала свой дебютный альбом с бонусным DVD, на котором были представлены видеоклипы на их синглы, закулисные съёмки, кадры из-за кулис и концертные клипы, снятые в Бразилии.

## Композиция и стиль
Группа потратила около шести месяцев на запись альбома, а песни для него писались в течение десяти лет. Для песни «I Hate Everything About You» группа записала две гитарные партии: основную и вступительный рифф. Вступительный рифф был записан на акустической гитаре Yamaha через усилитель Amp Farm, и группе понравилось, как он звучит на акустической гитаре, поэтому они использовали его в финальной версии. Для четвёртого трека «Home» группа придумывала разные идеи и соло-партии, «которые могли бы звучать круто», по словам Гонтье. В итоге они записали соло на высокой ноте, которое можно услышать в начале песни. Они использовали wah wah-педаль, чтобы «поднять весь тон на целую октаву», и играли на 12-м ладу. По словам Сандерсона, во время записи заглавного трека альбома «Burn» группа находилась в студии и начала «сыпать на гитару из банки с монетками». Они добавили немного дисторшна, который звучал «как огонь», и группа решила, что это очень хорошо сочетается с названием трека.

## Отзывы критиков
| Оценки критиков   | Оценки критиков |
| Источник          | Оценка          |
| ----------------- | --------------- |
| AllMusic          | [ 2 ]           |
| IGN               | 8.5/10          |
| Melodic           | [ 21 ]          |
| Rough Edge        | [ 22 ]          |
| Spin              | D               |
| The Village Voice | [ 24 ]          |

Альбом получил положительные отзывы от большинства музыкальных критиков. Хизер Фарес из AllMusic положительно отозвалась об альбоме, сказав: «Хотя этот дебютный альбом немного неровный, он также многообещающий. Three Days Grace определённо являются одной из самых доступных альтернативных метал-групп 2000-х; им просто нужно добавить немного самобытности в своё звучание». Она похвалила группу за тексты песен в таких треках, как «Born Like This», «Just Like You» и «Scared». Она также назвала заглавный сингл альбома «I Hate Everything About You» «лучшей песней группы, сила которой заключается в прямоте и откровенности в описании дисфункциональных отношений» .
Дэйв Дори из IGN оставил ещё один положительный отзыв, отметив, что «почти каждая песня из альбома Three Days Grace тяжёлая и запоминающаяся, с уверенными и яростными аккордами». Кай Рот из Melodic заявил: «Three Days Grace играют жёсткий модерн-рок, опираясь на классику хард-рока, как нечто среднее между Depswa и Shinedown». Он похвалил песню «Scared» за гитарные гармонии, назвав их «по-настоящему освежающими». Однако он раскритиковал треки «Burn» и «Now or Never» за отсутствие «хороших мелодий». В своём неоднозначном обзоре в Rough Edge сравнили звучание группы с Finger Eleven и Trapt, заявив: «В Three Days Grace нет ничего такого, чего бы мы не слышали от других страдающих рок-групп, играющих в среднем темпе, за последние десять лет». В журнале Spin дали более негативную оценку, назвав альбом «типичным канадским рок-альбомом».
В честь 20-летия альбома Исси Херринг из Distorted Sound оставила положительный отзыв о нём. Она похвалила заглавный сингл альбома «I Hate Everything About You», заявив: «Эти слова актуальны во все времена <…> ведь все мы в какой-то момент нашей личной жизни сталкивались с токсичными отношениями». Она также похвалила одиннадцатый трек альбома «Take Me Under», отметив: «Гитарные мелодии в стиле нью-метал/гранж делают трек ещё более сенсационным и в какой-то степени сентиментальным для любого ребёнка 90-х, который рос, слушая этот абсолютный шедевр». Однако она раскритиковала треки «Overrated» и «Born Like This» за их невыразительный припев. В заключение она отметила: «Возможно, релиз и не лишён небольших разочарований, но нет никаких сомнений в том, что лучшие моменты затмевают всё остальное».

### Награды
В 2003 году группа получила премию CASBY в номинации «Любимый новый исполнитель» Главный сингл «I Hate Everything About You» был номинирован на премию MuchMusic Video Awards 2004 в категориях «Лучшее рок-видео» и «Любимая канадская группа» Продюсер Гэвин Браун получил премию Juno Awards 2004 в номинации «Продюсер года» Песня также заняла первое место в канадском рок-чарте, став их первым хитом номер один в этой стране.

## Коммерческий успех
Three Days Grace дебютировала на 194-й строчке Billboard 200, и за первую неделю существования альбома было продано не более 34 000 копий. Позже, в 2004 году, альбом достиг 69-й строчки в Billboard 200 и был продан тиражом 356 000 копий в том же году. В 2006 году в США было продано более 1,2 миллиона копий альбома. По состоянию на июнь 2007 года было продано более 1,5 миллиона копий альбома. Альбом также занял 9-е место в Canadian Albums Chart, и за первую неделю было продано 5000 копий. По данным Nielsen SoundScan, с тех пор в Канаде было продано более 335 000 копий альбома.
Альбом стал платиновым в Канаде и дважды платиновым в США. Второй сингл с альбома, «Just Like You», стал первой из многих песен группы, возглавивших чарты Billboard Alternative Airplay и Mainstream Rock в США.

## Список композиций
Стандартное издание
| №                   | Название                      | Длительность |
| ------------------- | ----------------------------- | ------------ |
| 1.                  | «Burn»                        | 4:27         |
| 2.                  | «Just Like You»               | 3:06         |
| 3.                  | «I Hate Everything About You» | 3:51         |
| 4.                  | «Home»                        | 4:20         |
| 5.                  | «Scared»                      | 3:13         |
| 6.                  | «Let You Down»                | 3:44         |
| 7.                  | «Now or Never»                | 3:01         |
| 8.                  | «Born Like This»              | 3:32         |
| 9.                  | «Drown»                       | 3:28         |
| 10.                 | «Wake Up»                     | 3:24         |
| 11.                 | «Take Me Under»               | 4:18         |
| 12.                 | «Overrated»                   | 3:30         |
| Общая длительность: | Общая длительность:           | 43:54        |

| №   | Название                                                                     | Длительность |
| --- | ---------------------------------------------------------------------------- | ------------ |
| 13. | «I Hate Everything About You» (Live Acoustic — Rolling Stone Original (EP))» | 3:58         |
| 14. | «Are You Ready»                                                              | 2:46         |
| 15. | «Drown (Live Acoustic Version)»                                              | 3:28         |

| №   | Название        | Длительность |
| --- | --------------- | ------------ |
| 13. | «Are You Ready» | 2:49         |

| №   | Название                                              | Длительность |
| --- | ----------------------------------------------------- | ------------ |
| 13. | «I Hate Everything About You (Live Acoustic Version)» | 3:57         |
| 14. | «Are You Ready»                                       | 2:49         |
| 15. | «Drown (Live Acoustic Version)»                       | 4:05         |

| №  | Название                              | Длительность |
| -- | ------------------------------------- | ------------ |
| 1. | «I Hate Everything About You (Video)» | 3:54         |
| 2. | «Home (Alternate Version Video)»      | 3:22         |
| 3. | «Just Like You (Video)»               | 4:05         |
| 4. | «Making of Just Like You (Video)»     | 4:38         |

## Участники записи
| Three Days Grace - Адам Гонтье — вокал, гитара - Бред Уолст — бас-гитара - Нил Сандерсон — ударные, бэк-вокал Оформление - Ник Гамма — арт-директор, дизайн - Джефф Фабер — иллюстрирование - Чепмен Бейлер — фотография - Диана Шмидтке — парикмахер - Манди Лайн — стилист | Менеджмент - Марк Эйдельман и Стю Соболь Проектирование - Гэвин Браун — продюсер - Джордж Марино — аудио-мастеринг - Тед Дженсен — аудио-мастеринг песни «I Hate Everything About You» - Майкл Баскет и Кристиан Лесли — Аудио-инженерия - Джей Баумгарднер, Рич Кости, Рэнди Стоб — сведение аудио - Дэйв Холдридж — редактирование - Даррен Мора, Дамиан Шеннон, Аллея Трела, Герман Виктория, Майк Лапьер — ассистирование |  |

## Чарты
Альбом
| Чарт (2004)                               | Высшая позиция |
| ----------------------------------------- | -------------- |
| США (Billboard 200)                       | 69             |
| США (Billboard Top Heatseekers Albums)    | 1              |
| Канада (Canadian Albums Chart)            | 9              |
| Новая Зеландия (New Zealand Albums Chart) | 47             |

Синглы
| Год  | Песня                         | Чарт                       | Позиция |
| ---- | ----------------------------- | -------------------------- | ------- |
| 2003 | «I Hate Everything About You» | Australian Singles Chart   | 22      |
| 2003 | «I Hate Everything About You» | Canadian Rock Charts       | 1       |
| 2003 | «I Hate Everything About You» | Netherlands Singles Chart  | 84      |
| 2003 | «I Hate Everything About You» | Billboard Hot 100          | 55      |
| 2003 | «I Hate Everything About You» | Modern Rock Tracks         | 2       |
| 2003 | «I Hate Everything About You» | Hot Mainstream Rock Tracks | 4       |
| 2003 | «I Hate Everything About You» | Mainstream Top 40          | 28      |
| 2003 | «Just Like You»               | Canadian Rock Charts       | 1       |
| 2003 | «Just Like You»               | Billboard Hot 100          | 55      |
| 2003 | «Just Like You»               | Modern Rock Tracks         | 1       |
| 2003 | «Just Like You»               | Mainstream Rock Tracks     | 1       |
| 2004 | «Home»                        | Canadian Rock Charts       | 6       |
| 2004 | «Home»                        | Billboard Hot 100          | 90      |
| 2004 | «Home»                        | Mainstream Rock Tracks     | 2       |
| 2004 | «Home»                        | Modern Rock Tracks         | 7       |

## Сертификации
| Регион | Сертификация  | Продажи   |
| --- | ------------- | --------- |
| Канада (Music Canada) | Платиновый    | 100 000^  |
| Новая Зеландия (RMNZ) | Золотой       | 7500      |
| США (RIAA) | 2× Платиновый | 2 000 000 |
| ^ Данные о тиражах приведены только на основе сертификации. · Данные о продажах + прослушиваниях приведены только на основе сертификации. |               |           |